# Charles Marie de Kergariou
Pour les articles homonymes, voir Charles de Kergariou et Kergariou.
Charles Marie de Kergariou, né le 8 octobre 1846 à Ploubezre (Côtes-du-Nord) et mort le 21 mars 1897 à Paris, est un homme politique français.

## Biographie
Avocat, il est conseiller municipal de Lannion et conseiller général. Il est député des Côtes-du-Nord de 1885 à 1897, siégeant à droite.
Il est marié à Louise de Kergariou.

## Source
- « Charles Marie de Kergariou », dans le Dictionnaire des parlementaires français (1889-1940), sous la direction de Jean Jolly, PUF, 1960 [détail de l’édition]